# Xã Pine, Michigan
Xã Pine (tiếng Anh: Pine Township) là một xã thuộc quận Montcalm, tiểu bang Michigan, Hoa Kỳ. Năm 2010, dân số của xã này là 1.834 người.